# اگنیوکس
اگنیوکس (به فرانسوی: Agneaux) یک کمون در فرانسه است که در Canton of Saint-Lô-Ouest واقع شده‌است.

## خصوصیات
اگنیوکس ۶٫۵۰ کیلومترمربع مساحت و ۴٬۰۸۷ نفر جمعیت دارد و ۶۰ متر بالاتر از سطح دریا واقع شده‌است.